# Marlie Packerová
Marlene Marie Packerová (* 2. října 1989, Yeovil) je anglická ragbistka, která hraje jako rváček za anglický tým Saracens. V roce 2023 byla zvolena nejlepší ragbistkou světa.
Za anglickou reprezentaci začala hrát v roce 2008, na MS 2014 se stala mistryní světa. Na následujících dvou světových šampionátech získala stříbrnou medaili. Na Six Nations 2023 si připsala nejvíce pětek (7) i bodů (35) ze všech hráček na turnaji. Opakovaně se svou zemí vyhrála Pohár 6 národů. V roce 2023 a 2024 vyhrála jako kapitánka WXV1. Stala se sedmou hráčkou Anglie, co si připsala 100 reprezentačních startů. V roce 2013 si zahrála za sedmičkovou reprezentaci.
Na klubové úrovni vyhrála tři anglické tituly s klubem Saracens (2018, 2019, 2022). Ve finále v roce 2018 byla zvolena nejlepší hráčkou zápasu. V sezoně 2021/22 položila nejvíce pětek (17). Pracovala jako instalatérka.

## Klubová kariéra
- 2007–2009 Bath
- 2009–2013 Bristol
- 2013–2016 Wasps
- 2016–2017 Bristol
- 2017–nyní Saracens